# Missulena granulosa
Missulena granulosa är en spindelart som först beskrevs av O. Pickard-Cambridge 1869.  Missulena granulosa ingår i släktet Missulena och familjen Actinopodidae.
Artens utbredningsområde är Western Australia. Inga underarter finns listade i Catalogue of Life.